# Федорончук Микола Михайлович
Федорончук Микола Михайлович (нар. 19 травня 1948, Лука, Городенківський район, Івано-Франківська область) — український ботанік, доктор наук, провідний науковий співробітник Інституту ботаніки імені М. Г. Холодного.

## Біографія
Народився 19 травня 1948 року у селі Лука, що на Івано-Франківщині. Навчався на біологічному факультеті Чернівецького державного університету, котрий завершив у 1972 році. З 1975 по 1979 роки був аспірантом Інституту ботаніки імені М. Г. Холодного, саму аспірантуру проходив при Ботанічному інституті ім. В.Л. Комарова під керівництвом академіка Армена Тахтаджяна. У 1979 році захистив кандидатську дисертацію на тему рос. «Монографический обзор родов Trinia Hoffm., Rumia Hoffm. и Ledebouriella (Wolff) K.-Pol. (Apiaceae)».
У тому ж році розпочав роботу в Інституті ботаніки імені М. Г. Холодного як молодший науковий співробітник. З 1984 року працює там старшим науковим співробітником, а з 2006 року — провідним науковим співробітником відділу систематики та флористики судинних рослин. У 2006 році захистив докторську дисертацію на тему «Родина Caryophyllaceae Juss. у флорі України: систематика, географія, історія розвитку». 
У 2009 році брав участь у підготовці нового видання «Червоної книги України».
У науковому доробку вченого близько 300 наукових праць, з них — 23 монографії. Сфера наукових інтересів Миколи Федорончука охоплює систематику судинних рослин, номенклатуру, фітогеографію, екологію, охорону рослинного світу.